# Xã Altamont, Quận Deuel, South Dakota
Xã Altamont (tiếng Anh: Altamont Township) là một xã thuộc quận Deuel, tiểu bang Nam Dakota, Hoa Kỳ. Năm 2010, dân số của xã này là 84 người.